# 蒂魯吉拉伯利縣

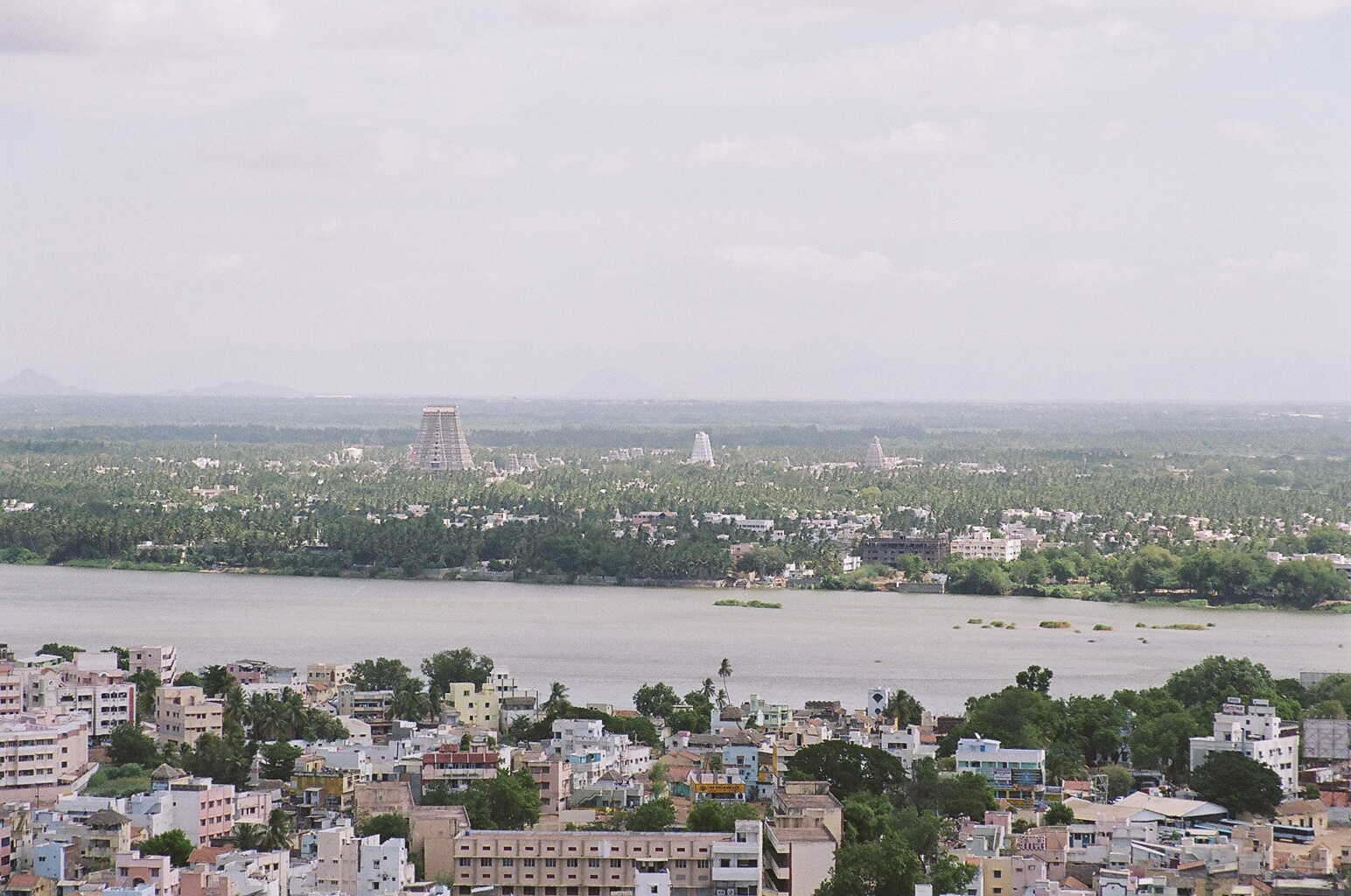

蒂魯吉拉伯利縣是印度的一個縣，位於該國南部，由泰米爾納德邦負責管轄，面積4,508平方公里，識字率為83.56%，2011年人口2,713,858，人口密度每平方公里602人。

## 外部連結
- Srirangam  （页面存档备份，存于）
- Tiruchirapalli District （页面存档备份，存于）